# پی‌ان‌وای
پی‌ان‌وای (انگلیسی: PNY) شرکت سخت‌افزار آمریکایی است، که در سال ۱۹۸۵ تأسیس شد.